# 瓜达拉维亚尔
瓜达拉维亚尔，是西班牙阿拉贡自治区特鲁埃尔省的一个市镇。总面积28平方公里，总人口275人（2001年），人口密度10人/平方公里。